# 시프트 (정책)
시프트(SHift, 서울특별시 장기전세주택)은 2007년 초 오세훈 서울특별시장이 새롭게 도입한 서울시의 장기임대주택 프로그램으로, 주로 중대형 임대주택(59m2, 85m2, 115m2)을 중산층 및 실수요 무주택자를 대상으로 임대료 납부방법을 보증부 월세가 아닌 장기간 전세로 임대하는 주택이다. 전세 시세의 80% 이하로 최장 20년까지 임대해준다. 이는 소유에서 거주로 주택의 패러다임 전환을 꾀하는 공공임대주택의 한 유형이다. 추진주체는 SH공사이다.
서울시는 2007년 1월 2일 발표한 「서울의 주택종합정책」에서 주택의 개념을 소유에서 거주로 패러다임을 전환하여 새로운 주택문화를 창출하고 주택가격 안정을 유도할 수 있는 방안으로 「장기전세주택」을 도입하여 실수요자인 무주택 시민에게 공급하겠다고 밝혔다. 그 해 4월 30일 481호의 장기전세주택을 최초 모집하였으며 장기전세주택을 상징하는 고유의 브랜드를 'SHift(시프트)'로 정하여 활용하고 있다.
서울시는 장기전세주택을 2008년 말 기준 총 4,641호 공급하였으며, 평균 청약 경쟁률은 8.5대 1을 보이고 있다.

## 정책
- 분양원가공개

토지비와 건축비 등 건축하는 데에 들어간 비용을 공개하는 정책이다.
- 후분양제

통상적으로 선 분양을 하는 것과 달리, 미리 주택을 지어서 분양을 하는 방식이다.
- 반값아파트

일반 분양아파트의 절반 가격으로 아파트를 공급하는 정책이다. 건물만 분양하고 토지는 임대하여 토지임대료만 지급하는 '토지임대부 아파트제도'와, 토지와 건물을 모두 임대하지만 공공기관에만 되팔 수 있는 '환매조건부 분양제도'로 구성되어 있다.

## 부정적 평가
한나라당 나경원 의원, 원희룡 의원 등 정치권은 물론, 자유언론인협회장 양영태 박사 등 보수 성향의 지식인들도 오세훈 서울시장의 시프트 정책을 '중산층 로또'라고 비판하면서, 시프트 정책이 오세훈 시장의 가장 실패한 정책이라고 다음과 같은 문제점을 지적한다
한나라당 나경원 의원은 오세훈 서울시장이 4년전에 공공임대주택 10만호 짓겠다고 약속해놓고 2만천호 지었고 그중에서 7800호가 시프트 가구라고 말하고 바로 시프트가 여러 가지 비판의 대상이 되고 있지만 가장 큰 비판은 서울시에 심각한 재정적자를 안겨주고 있는 중산층 로또라는데 문제가 있다고 비판한다. 나 의원은 오 시장의 시프트 정책은 이미 중산층 재테크 수단인 중산층 로또로 전락했다고 결론을 내리면서 결국 문제는 시프트에 돈을 투자함으로써, 정작 실질적으로 서민들에게 필요한 공공임대 아파트는 시프트 정책 때문에 제대로 못 지었다는 것이다. 게다가 오세훈 시장은 이러한 나경원 의원의 비판에 대해서 2010년 서울시장 선거 한나라당 후보자 토론회에서 SBS 토론회에서는 시프트관련된 사안을 질문하면 5년짜리 공약이라고 하고, 또 MBN에서 토론할때는 6년짜리 공약이라고 하는 등 임기응변식 대응으로 일관해서 비판을 고조시켰다.
한나라당 나경원 의원은 또한 오세훈 시장이 ‘시프트’는 "중산층을 위해 수립한 것이다"라고 그동안 분명히 정책 기조를 밝혔는데, 갑자기 선거기간이 되자 시프트의 내용설명이 바뀌는듯한 것을 보고 의아하지 않을수가 없었다고 비판한다. 지금까지 ‘시프트’는 "중산층을 위해 수립한 것이다"라고 밝혀놓고서, '중산층 로또'라는 비판이 일자 서울시장 재선을 위해서 급작스럽게 패러다임을 바뀌어 저소득층,서민을 위한 것인양 말을 바꾸고 있으면서 정직하지 못한 주택정책을 펼친다는 지적이다. 오 시장은 실제로 2009년 5월19일 이 데일리와 인터뷰에서 "시프트는 저 소득층을 위한 대책이 아니다. 한국 사람들이 집을 재산 증식 수단으로 생각하는 것을 바꾸기 위해 시작한 것이다. 물량은 적더라도 상징적으로 어느정도 갖추고 있어야 ‘집을 사는 것이 아니라 사는곳’이라는 표어가 명실상부 해진다"고 이것이 저소득층이 아닌 중산층을 위한 정책임을 강조한 바 있다.
한나라당 원희룡 의원은 연봉 1억원이 넘는 사람이 시프트에 당첨되어 인터뷰하는 것을 들어보니 "참 미안하다 우리가 들어올 집이 아닌것 같은데"라고 말을 하더라면서, 사실상 그 사람들은 나름데로 집을 늘리기 위해서 재테크를 했을뿐이라고 시프트 정책이 '중산층 로또'라고 비판했다. 그러나 오세훈 시장은 이러한 원희룡 의원의 지적에 대해서, SBS 토론회에서는 "시프트 입주자의 절반이상이 기초 수급자"라고 말해놓고, 이에 대한 비판이 일자 6일후인 MBC 토론회에서는 말을 완전히 바꾸어 "(시프트 입주민 50%가 기초 생활 수급자라고) 그렇게 말했다면 실수였다"고 말을 해서, 공직자로서 가장 큰 덕목인 정직과 성실과 진실에 대한 기본적인 자질에 문제가 있다는 비판을 보수계의 대표적 인사 중 한 명인 양영태 박사(자유언론인협회장, 전 서울대 치과대 초빙교수)로부터 받기도 했다.

## 같이 보기
- 오세훈